# Vian Dakhil
Vian Dakhil, född 1971 i Mosul, är en irakisk politiker och yazidisk kurd som representerar det kurdiska demokratiska partiet i Iraks parlament.
Dakhil arbetar för att uppmärksamma minoriteten yazidier i Irak och hur denna folkgrupp tvingats på flykt av Islamiska staten (IS). I ett tal i Iraks parlament 2014 bad hon om hjälp att hindra IS från ett pågående folkmord riktat mot yazidier i hennes hemstad Sinjar.  Detta tal väckte uppmärksamhet även utanför Irak då nyheten bekräftades av andra källor.
2015 besökte hon Europaparlamentet för att påtala behovet av humanitär hjälp för yazidierna.
Dakhil tilldelades 2014 Anna Politkovskaya Award för sitt arbete.